# Misil IDAS
El IDAS (del inglés: Interactive Defence and Attack System for Submarines ‘sistema interactivo de defensa y ataque para submarinos’) es un  misil de corto alcance desarrollado para los submarinos Tipo 212 de la Marina alemana.

## Desarrollo
El financiamiento estuvo compartido: HDW y Diehl BGT Defence asumieron un 40% cada uno, mientras que Kongsberg corrió con el 20% restante.
Los IDAS (basados en el misil aire-aire IRIS-T ) están diseñados para apuntar a todas las amenazas, como helicópteros ASW, pero también contra barcos de tamaño medio o blancos costeros. Fueron desarrollados por Diehl BGT Defence y HDW, la cual es parte de  Thyssen-Krupp Marine Systems (TKMS), para ser disparado desde los tubos de torpedo de los submarinos del Tipo 212. Los IDAS son guiados por guía infrarroja y por fibra óptica . Tienen un alcance de aproximadamente 20 km. Cuatro misiles caben en un tubo de torpedo, empacados en un cargador. Las primeras entregas de IDAS para la Deutsche Marine tuvieron lugar en 2009 y estarán operacionales para el 2014.
El sistema IDAs es el primero que da a los submarinos la capacidad de enfrentarse a amenazas aéreas y el primer misil disparado desde los tubos lanzatorpedos que no emerge en una cápsula, sino que es disparado directamente desde ellos.
El 29 de mayo de 2008 el U-33 probó sumergido en el Mar Báltico el sistema IDAS.